# ملعب السلام
ملعب السلام هو ملعب كرة قدم متعدد الأغراض يقع في مدينة بواكي بـساحل العاج، يتسع لجلوس 25،000 متفرج. تم افتتاحه في 1984. شيد إلى جانب ملعب فيليكس هوفويت-بواني، لكأس الأمم الأفريقية لكرة القدم 1984.

## أهم الأحداث التي استضافها
- كأس الأمم الأفريقية لكرة القدم 1984